# James Gosling
James Arthur Gosling (sinh ngày 19 tháng 5 năm 1955 gần Calgary, Alberta, Canada) là một nhà phát triển phần mềm nổi tiếng. Ông là cha đẻ của ngôn ngữ lập trình Java.

## Nghề nghiệp
Từ năm 1984, James Gosling đã vào làm việc tại Sun Microsystems. Năm 2005 ông là CTO của nhóm phát triển sản phẩm. Sau thương vụ mua Sun Microsystems của Oracle vào ngày 21 tháng 1 năm 2010, James Gosling chính thức rời Oracle vào 2 tháng 4 năm 2010.
Ngày 28 tháng 3 năm 2011, ông tuyên bố trên blog cá nhân rằng ông đã gia nhập Google.

## Các đóng góp
Nói chung ông được xem như là nhà phát minh của ngôn ngữ lập trình Java vào năm 1994. Ông đã thiết kế gốc của Java và đã cài đặt trình biên dịch và máy ảo gốc của nó. Với thành tựu này ông đã được bầu vào Hiệp hội Kỹ sư Quốc gia (National Academy of Engineering) của Hoa Kỳ.
Ông cũng có những đóng góp lớn vào nhiều hệ phần mềm khác như NeWS và Gosling Emacs. Và ông cũng được công nhận như là tác giả công cụ biên tập WYSIWYG.
Ông còn đóng góp nhiều thành tựu khác (ít được biết và do ông tham gia các nhóm làm dự án này):
- Các hệ thống thu nhận dữ liệu từ vệ tinh
- Phiên bản đa lõi cho máy chủ Unix
- Hệ thống mail
- Chương trình quản lý các cửa sổ

## Việc lập trình
Ông được biết đến như là kỹ sư phần mềm hàng đầu PowerBook.